# Петровско македонско благотворително братство
Петровското македонско благотворително братство е организация на бежанците от областта Македония, установили се в Петрово, Мелнишко.

## История
На 8 юни 1925 година братството си избира настоятелство в състав Кръсто Ив. Монев (председател), Сп. Кръстев Катърджиев (подпредседател), Георги Сотиров (секретар), Димитър Ив. Маринов (касиер), а членове са Тодор Ив. Сулев и Павел Д. Шумаров. На 10 януари 1926 година братството си избира настоятелство в състав Кръстю Ив. Михов (председател), Илия Маринов (подпредседател), Георги Сотиров (секретар), Димитър ив. Маринов (касиер), съветници са Атанас Фтодев и Васил Менчин. Преименува се на Сѣрско-Демир-Хисарско македонско благотворително братство.